# Себорейний дерматит
Себорейний дерматит (лат. seborrhea, від sebum — «сало» і дав.-гр. ρεω — «течу»; лат. dermatitis — «запалення шкіри») — запальна хвороба шкіри, обумовлена посиленим саловиділенням внаслідок порушення нейроендокринної регуляції функцій сальних залоз шкіри (себорея). 
Найчастіша локалізація: скальп, центральна частина обличчя, передня частина грудей та/або згинальні складки рук, ніг та паху, (тобто області тіла, де висока концентрація сальних залоз).
Найбільш поширене у немовлят віком 1−3 місяці та дорослих віком 30-60 років. Типово представлений як сірувате лущення скальпу з еритемою та лущенням носогубних згинів та шкіри поза вухами.
Вважається, що себорейний дерматит асоціюється з дефіцитом рибофлавіну, біотину або піридоксину та різними неврологічними порушеннями (паркінсонізм, пост-ІТ, епілепсія, травма ЦНС, параліч лицьового нерва, сирингомієлія тощо). Вперше виявлений значний себорейний дерматит може асоціюватися з ВІЛ-інфекцією.

## Види себореї
Розрізняють 3 види себореї: жирна, суха і змішана.

### Жирна себорея
Жирна себорея проявляється в розширенні вустя сальних залоз. При цьому знижується еластичність шкіри, спостерігаються розширені пори, може відбуватися закупорення сально-волосяних фолікулів роговими масами, що призводить до утворення комедонів та вугрових висипань. Також спостерігається підвищена жирність волосся і жовтуваті лусочки на голові. Жирна себорея може призводити до виникнення гнійничкових захворювань шкіри.
Жирна себорея характерна для підліткового віку і частіше виявляється у жінок (60 % пацієнтів).

### Суха себорея
Суха себорея являє собою знижене саловиділення, при цьому на шкірі голови і у волоссі рясно присутні лусочки лупи. Суха себорея з'являється як результат зниження імунітету внаслідок інтенсивних емоційних, фізичних навантажень і неправильного харчування. Цикл природного відлущування клітин шкіри скорочується, виникає лупа, порушується структура волоса (волосся стає тонким, сухим, ламким, з посіченими кінчиками), може спостерігатися випадання волосся.

### Змішана себорея
При змішаній себореї у пацієнта можуть спостерігатися ознаки сухої і жирної себореї на одних і тих самих ділянках шкіри.

## Ознаки себореї
Себорея проявляється підвищеним виділенням шкірного сала та його якісною зміною.
- Потовщення рогового шару епідермісу
- Жирний блиск шкіри
- Лущення шкіри
- Шкірний свербіж
- Випадання волосся
- Рясна лупа

## Причини себореї
Себорея може розвиватися в будь-якому віці, однак найчастіше себорея виникає в період статевого дозрівання через збільшення секреції сальних залоз на тлі гормональної перебудови організму. Себорею, яка з'являється в період статевого дозрівання організму називають фізіологічною. Фізіологічна себорея зазвичай закінчується після закінчення періоду статевого дозрівання.
Причиною себореї найчастіше стають гормональні порушення — змінюється співвідношення андрогенів та естрогенів. В результаті підвищеної продукції андрогенів збільшується утворення шкірного сала. У жінок прояви себореї пов'язані з порушенням співвідношення андрогенів і прогестерону — спостерігається підвищення рівня андрогенів і зниження прогестерону і естрогенів.
Основна причина себореї у чоловіків — збільшення рівня андрогенів і прискорення їхнього метаболізму. Це може бути обумовлено як спадковими чинниками, так і наявністю андроген-продукуючих пухлин (пухлина яєчок).
Себорея може з'явитися також як наслідок таких захворювання як летаргічний енцефаліт, хвороба Паркінсона та Іценко-Кушинга.
Поштовхом до розвитку себореї можуть виступати також психічні захворювання — шизофренія, маніакально-депресивний психоз, інфекційний психоз, епілепсія.
Ще одна причина себореї — тривалий прийом тестостерону, прогестерону, анаболіків, глюкокортикостероїдів, а також гіповітаміноз біотину (вітамін Н).
Провідну патогенну дію обумовлює Malassezia (дріжджоподібні гриби, що є у шкірі людини і в нормі, і за наявності патології. При виникненні супутніх захворювань, підвищується виділення шкірного жиру і кількість Malassezia різко зростає).

## Діагностика себореї
Збір анамнезу;
- Виявлення факторів ризику розвитку себореї;
- Біохімічний аналіз крові;
- Аналіз крові на гормони;
- Дослідження стану шкіри і волосся;
- За необхідності застосовується ультразвукове дослідження щитоподібної залози та органів черевної порожнини.

## Лікування себореї
Лікування себореї нерозривно пов'язане із лікуванням всіх патологічних відхилень в організмі. Необхідно обстежити і лікувати нервову систему і внутрішні органи, відрегулювати гормональний фон.
Рекомендації з харчування. Пацієнтам із себореєю радять вживати кисло-молочні продукти, овочі і фрукти, їжу, багату клітковиною і вітамінами. Рекомендується відмовитися від гострих, жирних, консервованих страв, обмежити споживання солі та простих вуглеводів (борошняне, солодке).
Також радять більше гуляти на свіжому повітрі, приймати сірчані і мінеральні ванни, займатися спортом. Необхідний здоровий сон. Якщо у пацієнта, крім себореї, спостерігаються неврози, перевтома, дратівливість, призначають заспокійливі препарати.
Для лікування себореї також призначають кріомасаж шкіри голови і дарсонвалізацію, лазеропунктуру, індуктотермія ділянки надниркових залоз.
Медикаментозне лікування. Обов'язковим є застосування протигрибкових препаратів з групи азолів — кетоконазол, біфоназол. Препарат необхідно обирати на основі проведеного бактеріального посіву і мікроскопії, що дозволяє виявити вид грибків та їх чутливість.
Додатково для регуляції гормональної функції яєчників жінкам можуть бути призначені протизаплідні препарати.
Призначаються також загальнозміцнюючі засоби, вітамінні препарати і мікроелементи (вітаміни груп А, В (В1, В2, В6), D, Е, біотин, аскорбінову кислоту, нікотинову кислоту, гліцерофосфат, препарати кальцію, сірки, заліза, міді, окис цинку), біологічно активні добавки (пивні дріжджі), біогенні стимулятори. Також важливо дотримуватися норм гігієни і забезпечувати особливий догляд за жирною шкірою.
Заходи профілактики себореї не розроблені.
Лікування немовлят полягає в застосування м'яких, немедичних шампунів.
Для дорослих або при стійких випадках у немовлят використовувати 2-3 рази на тиждень шампунь з вмістом одного з наступних засобів: саліцилова кислота,  сульфід селену, вугільна смола або цинк піритіонат. Сильніші випадки можна лікувати медичними шампунями кетоконазол 2 % спочатку щоденно, потім зменшити до одного разу на тиждень при можливості.
Новою терапією є місцева форма гамма-ліноленової кислоти, олія Борже, яка є ефективною при себорейному дерматиті немовлят.